# باري ديفيز
باري ديفيز (بالإنجليزية: Barry Davies)‏ هو مقدم تلفزيوني ومعلق رياضي بريطاني، ولد في 24 أكتوبر 1937 في لندن في المملكة المتحدة.